# André Langevin (physicien)
Pour les articles homonymes, voir Langevin et Famille Langevin.
Ne doit pas être confondu avec André Langevin (écrivain) ou Zaü.
André Jacques Langevin est un physicien français né le 21 septembre 1901 à Palaiseau et mort le 13 mai 1977 dans le 14e arrondissement de Paris,.

## Biographie
André Langevin était ingénieur de la 39e promotion de l'ESPCI et docteur en sciences physiques de la Faculté des sciences de Paris. Il a été chef de travaux d'électricité appliquée à l'ESPCI. Il a effectué dans les années trente des recherches sur les applications de la piézoélectricité à l'hémodynamique, en collaboration avec le docteur Domingo Mauricio Gomez.
Il avait suivi dans son enfance les cours de sciences destinés aux enfants, donnés par Marie Curie et ses collègues. Il a publié des articles scientifiques et des ouvrages, dont notamment une biographie de son père, Paul Langevin, mon père, l'homme et l'oeuvre, éditée en collaboration avec sa femme aux Éditeurs français réunis.
Fils du physicien Paul Langevin, il entra à l’École supérieure de physique et chimie de Paris. Il effectua son service militaire en 1924-1925. Il fut sous-chef de travaux puis chef de travaux en électricité appliquée à l’École supérieure de physique et chimie industrielle de Paris en 1938. Docteur ès sciences en 1942, il occupa cette responsabilité jusqu’à sa retraite en 1965.
Il se maria en juillet 1925 à Paris dans le 18ème arrondissement, avec Luce Dubus, professeur, communiste. Ils habitaient rue de Vaugirard dans le 6ème arrondissement de Paris.
Après la guerre, militant du SNESUP puis du Syndicat national des chercheurs scientifiques, il siégeait comme suppléant à la commission administrative de la Fédération de l’Éducation nationale en 1948-1950, puis comme titulaire en 1961 au titre du SNCS.
Il écrivit des préfaces, plusieurs articles (sur la pétrographie) et ouvrages spécialisés. Membre de l’Union rationaliste, il publia certaines causeries radiodiffusées (ainsi en 1951 sur « Le déterminisme en physique »). Membre de l’association France-Bulgarie, il publia une contribution « L’incendie du Reichstag dans la presse et l’histoire » dans l’ouvrage de Christian Roulette, Le procès Dimitrov, 1933-1983, cinquantième anniversaire du procès de Leipzig, Montreuil, 1983.
Il est mort à Paris en 1977.

## Famille
Il était le fils de Paul Langevin et de Jeanne Desfosses, et a épousé Luce Dubus, la fille de l'auteur pour enfants Hermin Dubus, avec laquelle il a eu deux enfants, Michel Langevin et Aline Dajoz.
Michel a épousé la physicienne Hélène Langevin-Joliot. Aline a épousé le biologiste Roger Dajoz.

## Publications
- L'art cinématographique, avec André Maurois, Émile Vuillermoz, et d'autres auteurs, Paris, Félix Alcan, 1927.
- Le Piézographe, 4 pages, extrait de La Presse médicale, Paris, Masson, 1934.
- Les Variations instantanées de la pression du sang dans les artères, leur étude expérimentale et clinique à l'aide d'une nouvelle méthode d'exploration cardio-vasculaire, la piézographie directe, 16 pages, extrait de La Presse médicale, Paris, Masson, 1935.
- La piézographie directe et instantanée, ses applications aux études d'hémodynamique, contrôle des méthodes mécaniques, avec Domingo Mauricio Gomez, 30 pages, Paris, Hermann, 1937.
- La théorie de l'observation en mécanique quantique, par Edmond Bauer et Fritz London, préface d'André Langevin, 51 pages, Paris, Hermann, 1939.
- Utilisation de l'effet piézo-électrique pour l'étude des efforts variables, thèse de doctorat en sciences physiques, Faculté des sciences de Paris, 152 pages, Paris, Revue d'Acoustique, Presses universitaires de France, 1942. (Lire en ligne)
- Utilisation de la méthode piézoélectrique pour la détermination des pressions, 28 pages, Paris, 1943.
- Les radars, Partie I et Partie II, revue La Pensée, numéros 9 et 11, 1946-1947.
- Le Rôle social de la recherche scientifique, contient: Quelques souvenirs sur Pierre et Marie Curie, par Daniel Florentin, Le cinquantenaire de la théorie des quanta, par René Lucas, Le déterminisme en physique, par André Langevin, ainsi qu'un texte d'Ernest Kahane, Les Cahiers rationalistes, No 120, Paris, Union rationaliste, 1951.
- La Télévision, du noir à la couleur, 189 pages, coll. « Savoir et Connaître » Paris, Éditions La Farandole, 1959 (repris sous un autre format, illustré pour un jeune public, en 1966, 107 pages).
- Paul Langevin, par Ion Ghimesan, préface d'André Langevin, Bucarest, Editura Tineretului, 1964.
- André Langevin, « Paul Langevin et les congrès de physique Solvay », La Pensée,‎ 1966 (lire en ligne)
- André Langevin, « Paul Langevin et Pierre Curie », La Pensée,‎ 1971 (lire en ligne)
- Paul Langevin, mon père, l'homme et l'œuvre, 293 pages, avec un choix de textes de Paul Langevin et de divers autres auteurs, Paris, Les Éditeurs français réunis, 1971.
- L'Incendie du Reichstag dans la presse et l'histoire, 101 pages, titre de couverture: Le Procès Dimitrov, réunit: 1933-1983, cinquantième anniversaire du procès de Leipzig de Christian Roulette et Le Procès de Leipzig vu par la presse française d'André Langevin, avec la collaboration de Luce Langevin, préface de Robert Chambeiron, Association France-Bulgarie, Montreuil, Éditions de la Croix de Chavaux, 1983.

## Pour approfondir